# Pareques perissa
Pareques perissa is een  straalvinnige vissensoort uit de familie van ombervissen (Sciaenidae). De wetenschappelijke naam van de soort is voor het eerst geldig gepubliceerd in 1903 door Heller & Snodgrass.
De soort staat op de Rode Lijst van de IUCN als Onzeker, beoordelingsjaar 2007.